# Roger Parkes
Pour les articles homonymes, voir Parkes.
Roger Parkes, né en 1933 et mort le 2 mai 2008 en Angleterre, est un écrivain et un scénariste de télévision britannique, auteur de roman policier.

## Biographie
Scénariste de télévision, il écrit de nombreux épisodes de séries télévisées policières et de science-fiction britanniques, dont Le Prisonnier, L'Homme à la valise, Z-Cars, Le Retour du Saint, La Grande Aventure de James Onedin, Blake's 7…
En 1970, il publie son premier roman Death-mask. En 1975, il écrit en collaboration avec Edward Boyd le Fil rompu (The Dark Number) qui remporte le grand prix de littérature policière. Il est également l'auteur de 1988 à 1992 d'une série de trois romans consacrée à l'inspecteur Taff Roberts.

## Œuvre

### Romans

#### SérieInspecteur Taff Roberts
- An Abuse of Justice (1988)
- Gamelord (1990)
- The Wages of Sin (1992)

#### Autres romans
- Death-mask (1970)
- Line of Fire (1971)
- The Dark Number (1973) (coécrit avec Edward Boyd) Publié en français sous le titre Le Fil rompu, traduit par de Maurice-Bernard Endrèbe, Paris, Éditions OPTA, coll. « Littérature policière », 1975  (ISBN 2-7201-0020-X)
- The Guardians (1973)
- The Fourth Monkey (1978)
- Riot (1986)

### Nouvelles
- Infra-Man (1972)
- Interim Report (1976)

## Filmographie
- 1967 : 1 épisode de la série télévisée britannique Le Prisonnier (The Prisoner)
- 1968 : 1 épisode de la série télévisée britannique L'Homme à la valise (Man in a Suitcase)
- 1969 : 2 épisodes de la série télévisée britannique Strange Report
- 1971 : 1 épisode de la série télévisée britannique Kate
- 1972 : 1 épisode de la série télévisée britannique Six Days of Justice (en)
- 1971 - 1972 : 2 épisodes de la série télévisée britannique Doomwatch (en)
- 1972 : série télévisée britannique Harriet's Back in Town (en)
- 1972 à 1978 : 14 épisodes de la série télévisée britannique Crown Court (en)
- 1973 - 1974 : 6 épisodes de la série télévisée britannique Marked Personal (en)
- 1975 : 1 épisode de la série télévisée britannique Quiller (en)
- 1976 : 2 épisodes de la série télévisée britannique The Expert (en)
- 1977 : 1 épisode de la série télévisée britannique Warship (en)
- 1976 - 1977 : 5 épisodes de la série télévisée britannique Survivors (en)
- 1978 : 1 épisode de la série télévisée britannique Z-Cars
- 1978 : 1 épisode de la série télévisée britannique Tycoon
- 1978 : 1 épisode de la série télévisée britannique Le Retour du Saint (Return of the Saint)
- 1979 : 2 épisodes de la série télévisée britannique La Grande Aventure de James Onedin (The Onedin Line)
- 1979 - 1981 : 3 épisodes de la série télévisée britannique Blake's 7
- 1981 : série télévisée britannique Maybury
- 1981 : 1 épisode de la série télévisée britannique Goodbye Darling
- 1982 : Secrets, téléfilm britannique réalisé par Michael Kerrigan (en)
- 1982 : 4 épisodes de la série télévisée britannique Angels
- 1983 : Thief, téléfilm britannique réalisé par Margie Barbour
- 1985 : 6 épisodes de la série télévisée britannique Them and Us
- 1987 : 4 épisodes de la série télévisée britannique Y.E.S.
- 1988 : 1 épisode de la série télévisée britannique The Bill
- 1990 : 6 épisodes de la série télévisée britannique Troublemakers

## Prix et distinctions
- Grand prix de littérature policière 1975 pour Le Fil rompu (avec Edward Boyd)[1].

## Sources
- Allen J. Hubin, Routledge, Crime Fiction : A Comprehensive Bibliography 1749-2000